# Jonas Fredrik Ljungqvist

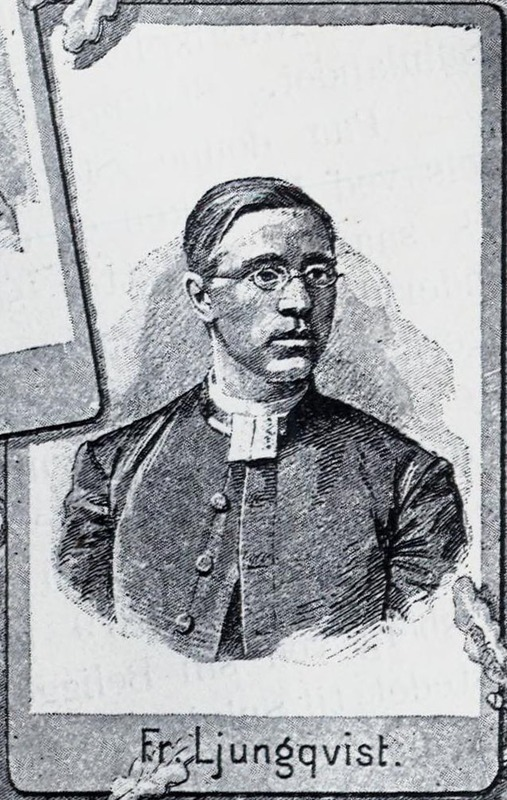
Fredrik Ljungqvist

Jonas Fredrik Ljungqvist, född 13 maj 1847 i Målilla, död 1926, var en svensk präst och missionär verksam i Sydafrika. 
Ljungqvist tog sin examen 1877, gifte sig 1882 med Laura Aurora Oktavia Bolling (1846-1935) och antogs samma år till missionär. 1883 anlände han Sydafrika och började med att lära sig zulu av pastor Otto Witt på Oskarsberg. Han tjänstgjorde vid flera av Svenska kyrkans missionsstationer i Natal-provinsen innan han såg till att kyrkan köpte in  Appelsbosch där han blev föreståndare för missionsdistrikt 1886, byggde kyrka och skola och kom att stanna livet ut. Ljungqvist samlade även ihop etnografiska föremål från området till Riksmuseets etnografiska avdelning och till Etnografiska missionsutställningen 1907. Dessa finns idag hos Världskulturmuseerna.